# ام‌دی ۶۰۰
ام‌دی ۶۰۰ (به انگلیسی: MD Helicopters MD 600) (در گذشته: مک‌دانل داگلاس ام‌دی۶۰۰) یک بالگرد سبک ترابری غیرنظامی ساخت ایالات متحده است. این محصول درواقع مدل ۸ سرنشین از ام‌دی ۵۰۰-ان است. یک موتور C-47 با توان ۶۰۰ اسب بخار به‌جای موتور ۴۲۰ اسب بخاری «ام‌دی ۵۰۰-ان» در این بالگرد به کار رفته‌است تا سرنشینان بیشتری حمل کند.

## طراحی و توسعه

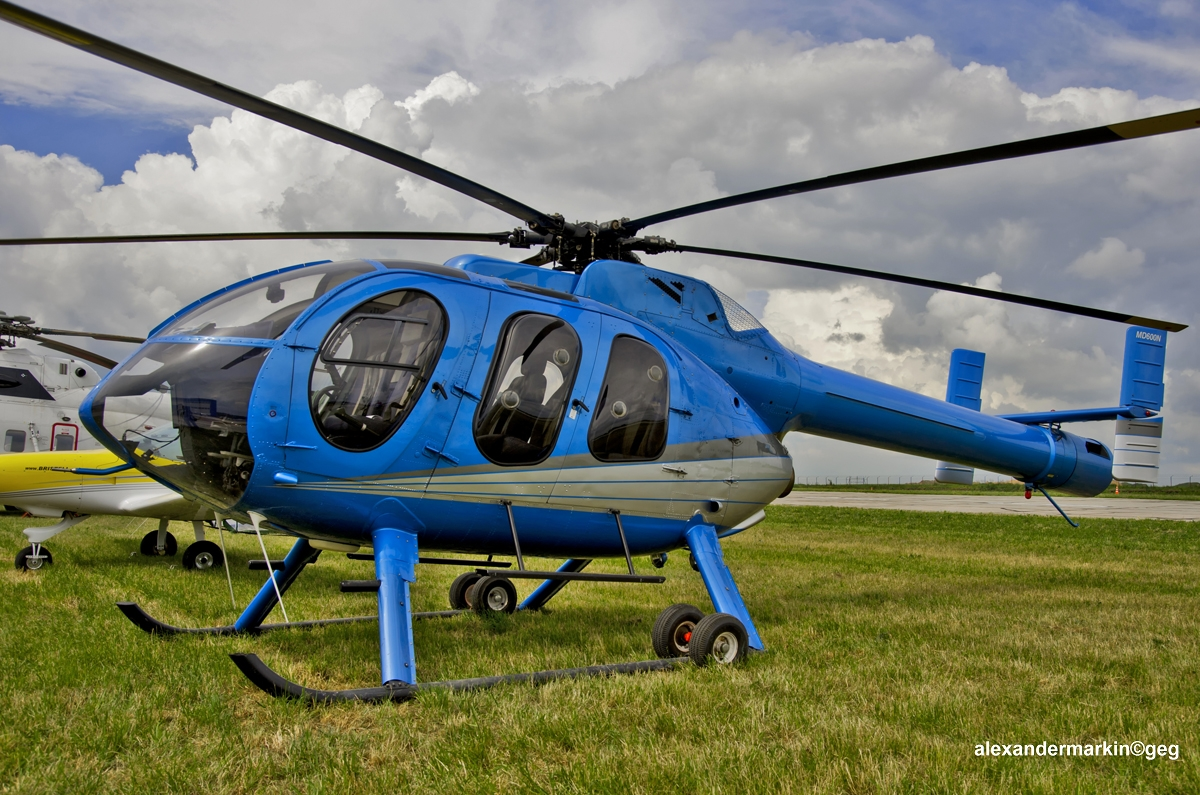
MD 600N

شرکت «مک‌دانل داگلاس هلیکاپتر سیستمز» که از سال ۱۹۹۹ تاکنون با نام ام‌دی هلیکاپترز شناخته می‌شود نخستین بار در سال ۱۹۹۴ خبر از ساخت یک ام‌دی-۵۲۰-ان با اتاق بزرگتر را داد و اعلام کرد که قصد دارد نام آن را ام‌دی ۶۳۰-ان بگذارد؛ بنابراین مهندسان شرکت، یک ام‌دی-۵۳۰-اف را بعنوان پیش‌نمونه انتخاب کردند تا بهینه‌سازی‌ها را بر روی آن آزمایش کنند که نخستین پروازش را در سال ۱۹۹۴ انجام داد؛ ولی این شرکت که برای تولید محصول جدیدش عجله داشت، آن را ام‌دی ۶۰۰-ان نهاد و در سال ۱۹۹۵ برای دریافت مجوز فروش به اداره هوانوردی فدرال فرستاد.
ام‌دی ۶۰۰-ان در مقایسه با ام‌دی-۵۰۰-ان دارای یک کابین بزرگتر است. مهندسان با بلندتر کردن شاسی زیر کابین توانستند فضای مناسب برای یک ردیف بیشتر سرنشین فراهم کنند و با افزودن یک موتور C-۴۷ با توان ۶۰۰ اسب بخار و همچنین اضافه کردن یک روتور ۶ پروانه‌ای (ام‌دی ۵۰۰-ان ۵ ملخ دارد)، توانستند لیفت بیشتری برای بالگرد فراهم کنند. به این ترتیب در سال ۱۹۹۵ بالگرد آماده شد و بمدت ۲ سال مراحل دریافت گواهی فروش را از سوی اداره هوانوردی فدرال در سال ۱۹۹۷ دریافت کرد و خط تولید همان سال آغاز به کار نمود.
در سال ۱۹۹۷ شرکت مک‌دانل داگلاس توسط بوئینگ خریداری شده و در این شرکت ادغام شد. از آنجایی که بوئینگ یکی از برترین شرکتهای آمریکا در زمینهٔ فناوری بالگردی بود، مسلماً علاقه‌ای به محصولات کوچک و بالگردهای مک‌دانل داگلاس نداشت. از این رو تنها بخش بالگردهای مک‌دانل داگلاس را در سال ۱۹۹۹ به شرکت هلندی آر. دی. ام فروخت.
در سال ۲۰۱۷ شرکت ام‌دی وعدهٔ تولید یک بالگرد جدید از خانوادهٔ ۶۰۰ با نام MD 6XX را داد که دو رقم آخر آن هنوز مشخص نیستند. این بالگرد جدید با یک دُم ملخ‌دار معمولی و مشابه با ام‌دی ۵۰۰-اف ارائه می‌شود. این بالگرد در دست توسعه است و انتظار می‌رود در سال ۲۰۲۰ آماده شود.

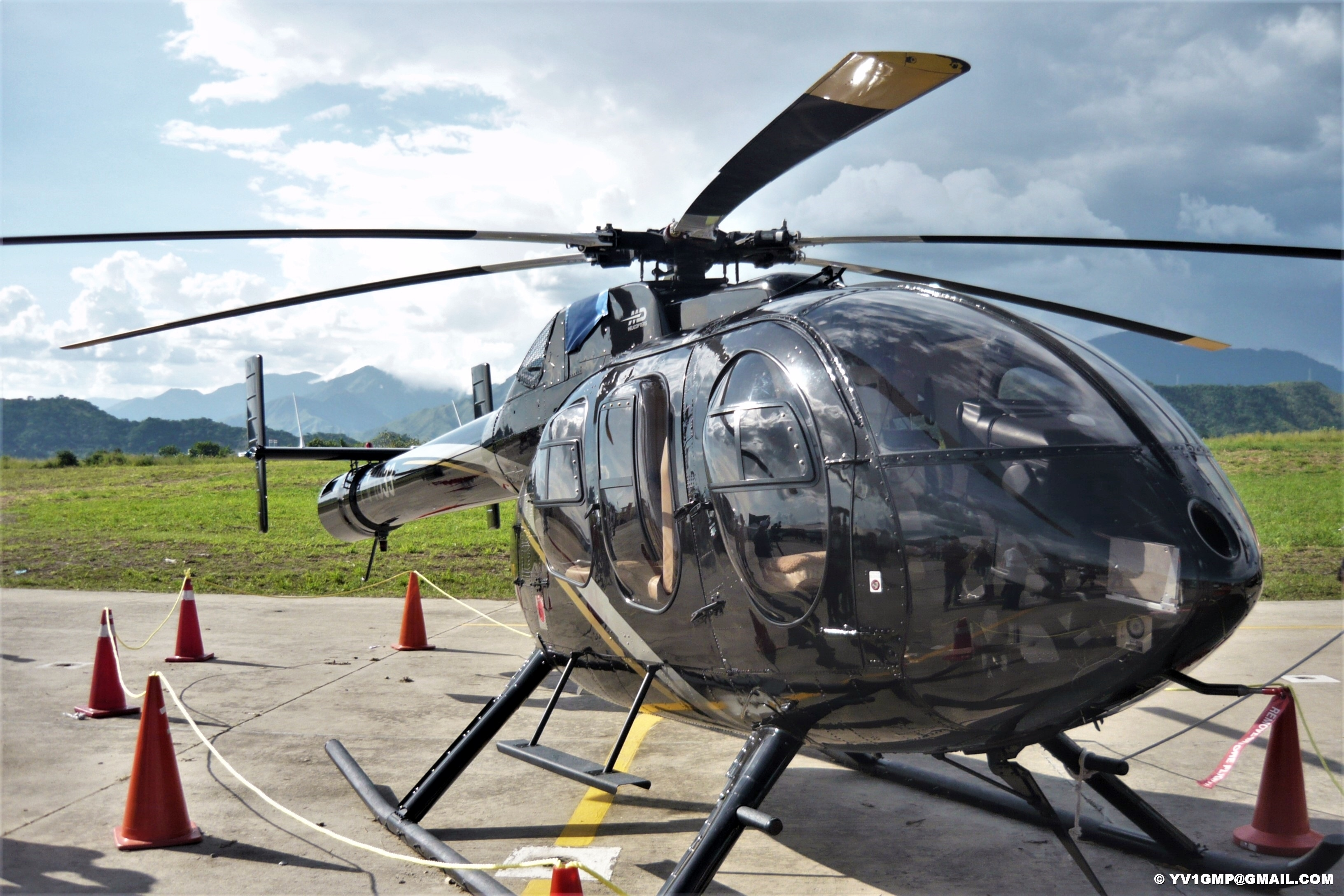
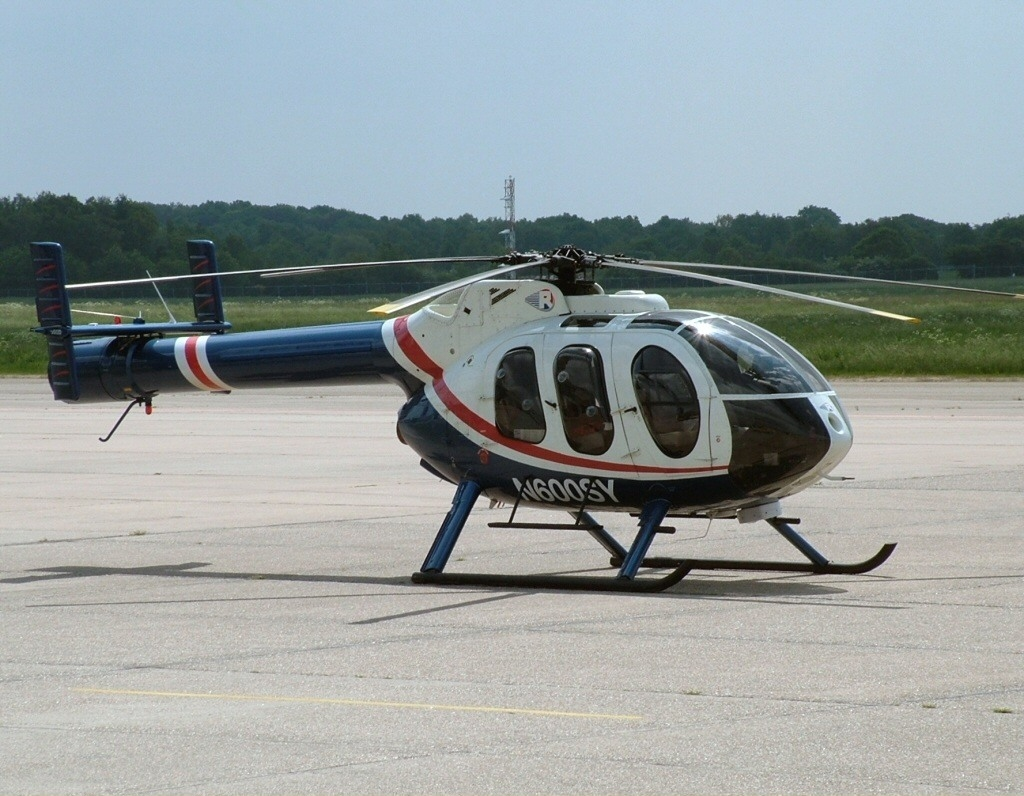
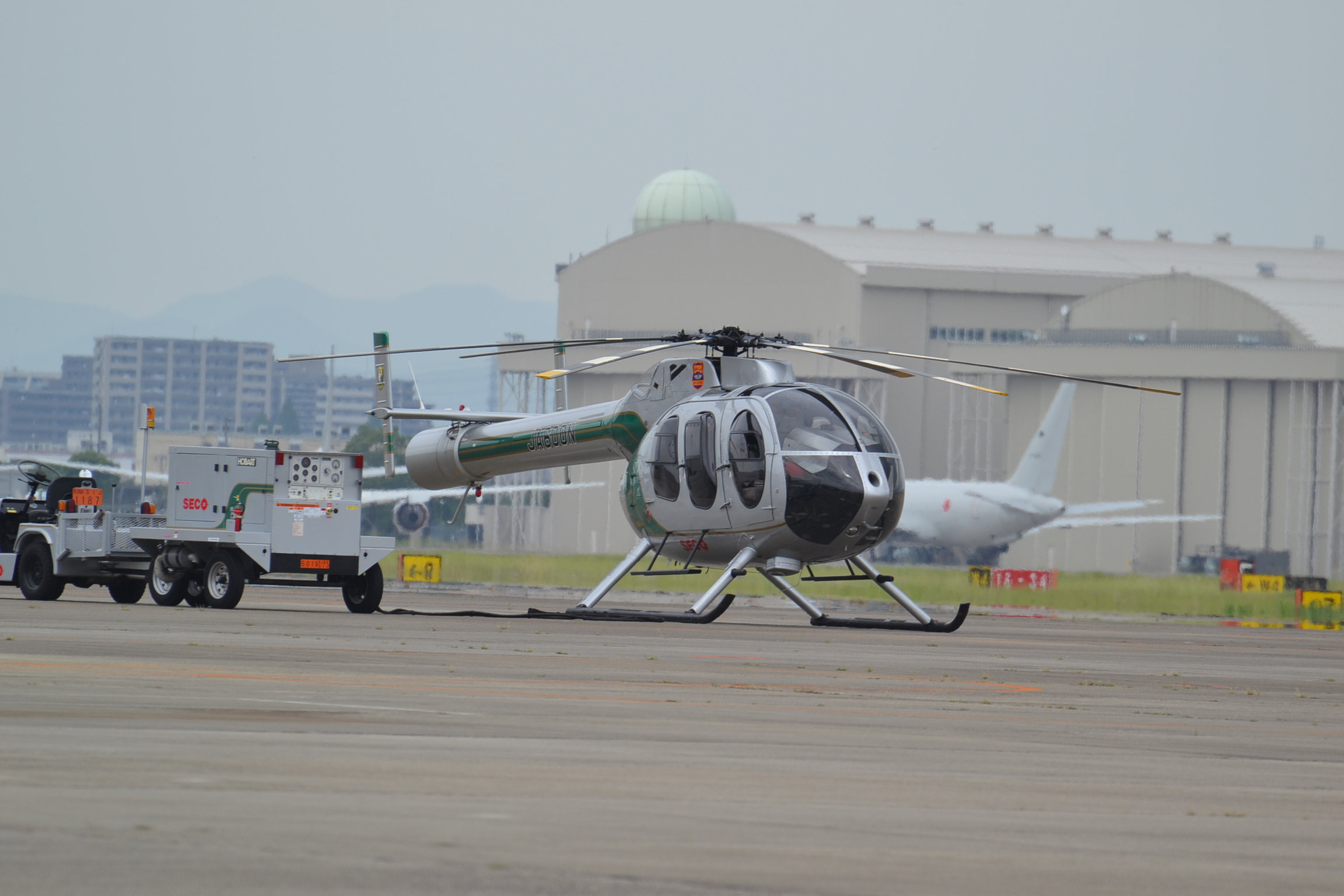
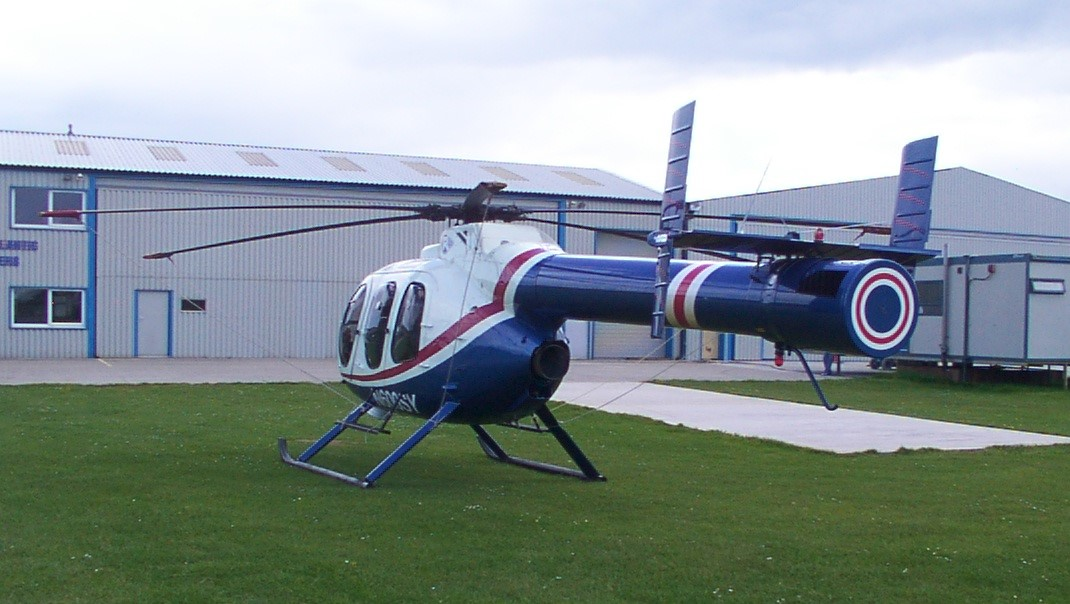
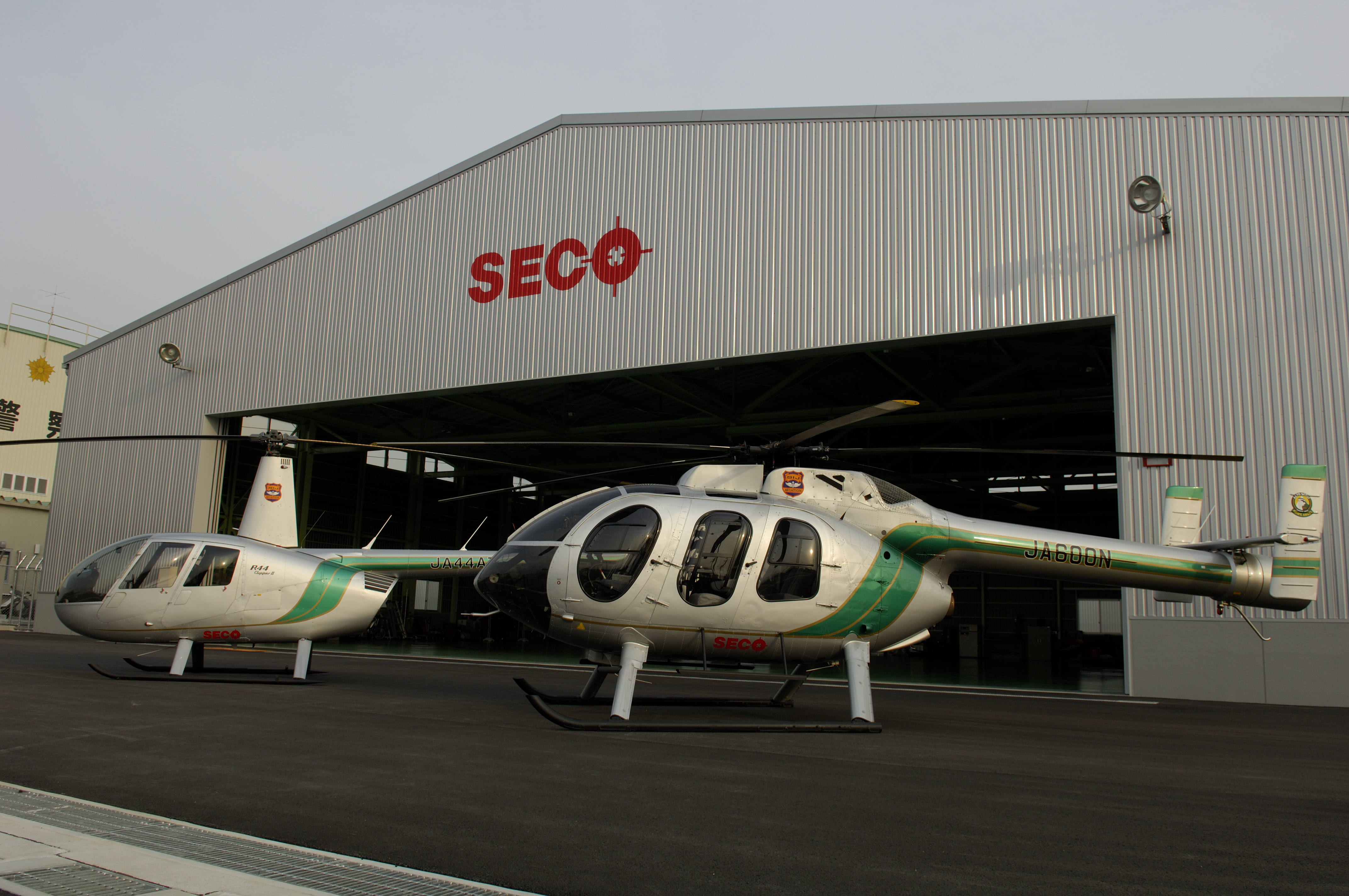
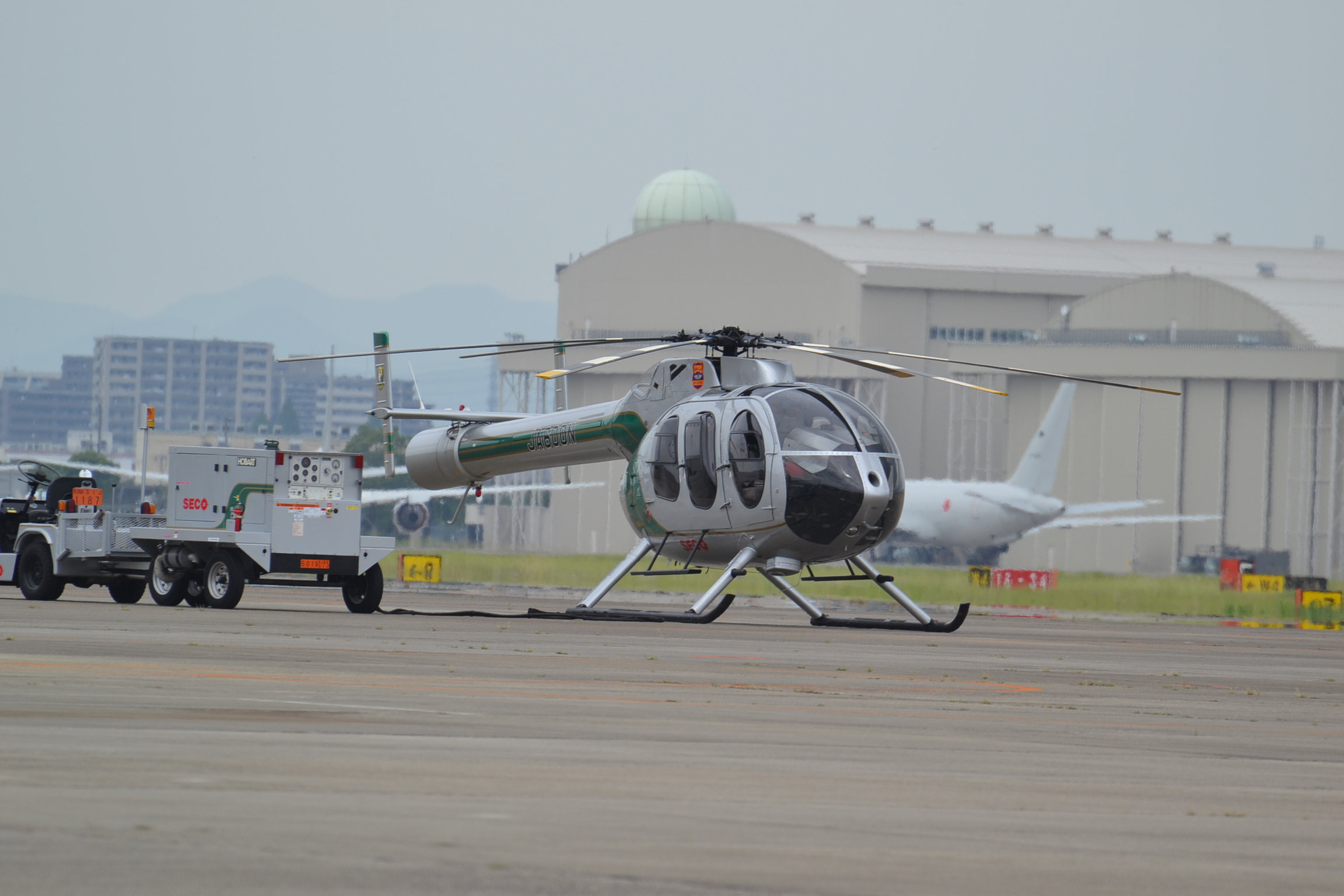

## کاربران
بنگلادش (گروه صنعتی مگنا)
 کاستاریکا (خدمات نظارت هوایی)
 ترکیه (پلیس امنیت اجتماعی)
 ایالات متحده آمریکا (گشت مرزی) بازنشسته شد

## مشخصات ام‌دی ۶۰۰-اِن
منبع اطلاعات The International Directory of Civil Aircraft, 2003–2004
مشخصات عمومی
- خدمه: ۱–۲
- گنجایش:  بیشینه ۸ نفر
- طول:  (11.79 m)
- قطر پروانه بالگرد:  (8.38 m)
- ارتفاع:  (2.65 m)
- پیشرانه هواگرد: ۱× آلیسون مدل ۲۵۰ C47 توربوشفت, 600 hp ()  هرکدام

 عملکرد 
- سقف پروازی: 18,700 ft (5700 m)